# راشی خانا
راشی خانا (به انگلیسی: Raashi Khanna) (زاده ۳۰ نوامبر ۱۹۹۰) بازیگر هندی است.
از فیلم‌هایی که وی در آن نقش داشته است می‌توان به کافه مدرس، قرض، مبارز، جای لاوا کوسا، از تسلیم‌شدن امتناع کنید، ببر بنگال، قصر ۴ و سردار اشاره کرد.